# چلک (لاهیجان)
چلک( Chelak) چِلای یا چِلایه، روستایی از توابع بخش مرکزی شهرستان لاهیجان در استان گیلان ایران است.
ریشه نام این روستا به چِل، (چیل) برمیگردد. چیل به معنای گِل و آبرفت است. به دلیل بارش سالیانه فراوان در این منطقه، از دیرباز همواره زمین آنجا گل و آبرفتی بوده، به گونه ای اهالی آنجا و همچنین چهارپایان در گل فرو می رفتند. بارش مداوم سالانه سبب روان شدن رودخانه های پرآب و به وجود آمدن دریاچه های متعدد شده است که زیستگاه گونه های گیاهی و جانوری بسیاری از جمله لک لک، مرغابی، غاز وحشی، سمور، گراز، و... است.           
از دیگر گونه های جانوری بومی این منطقه میتوان به قرقاول، سار، زاغ، و انوع گنجشکان اشاره کرد. وجود جنگلهای انبوه و خاک حاصلخیز و مرطوب باعث شده تا این منطقه به زیستگاه گروه های بزرگ گرازهای وحشی تبدیل شود که معمولا از ریشه گیاهان وحشی و میوه درختان بلوط، فندق و گردو تغذیه میکنند.
عمده محصولات کشاورزی چلک برنج، چای، انواع میوها، سبزیجات است. در دهه های گذشته چلک از قطبهای دامداری گیلان به شمار میرفت که امروز کم رونق تر از گذشته است.
در سالهای اخیر تخریب جنگلها و ساخت و سازهای غیرمجاز سبب تغییر چهره چلک شده و مهاجرت به این منطقه نیز همچنان رو به افزایش است.

## جمعیت
این روستا در دهستان لیل قرار دارد و براساس سرشماری مرکز آمار ایران در سال ۱۳۸۵، جمعیت آن ۱۴۱ نفر (۴۱خانوار) بوده‌است.